# Gaspar Núñez de Arce
Gaspar Núñez de Arce, né le 4 août 1834 à Valladolid et mort le 9 juin 1903  à Madrid, est un poète, dramaturge, écrivain et homme politique espagnol.

## Biographie

### Vie professionnelle et politique
Fils d'un modeste employé de la poste, il était destiné à une carrière ecclésiastique, qu'il refusa catégoriquement.
Peu après, il entra dans la rédaction de El Observador, un journal libéral, à Madrid, pour fuir le destin que lui imposait son père, avant de fonder son propre journal, El Bachiller Honduras, dont le nom était aussi le pseudonyme avec lequel il signait ses articles. Dans ce journal, il choisit une politique qui permît l'unification des différentes ramifications du libéralisme.
Il couvrit comme chroniqueur la Guerre d'Afrique (1859-1860) et s'impliqua politiquement contre le général Ramón María Narváez y Campos ; cela lui valut d'être emprisonné à Cáceres. Quand Isabelle II d'Espagne fut destituée, il fut élu secrétaire du Conseil révolutionnaire de Catalogne et rédigea le Manifiesto a la Nación publié par le gouvernement provisoire le 26 octobre 1868.
Il fut également gouverneur civil de Barcelone, député de Valladolid en 1865 et ministre d'Outre-mer, de l'Intérieur et d'Éducation dans le parti progressiste de Sagasta. Il fut nommé sénateur à vie en 1886, mais dut céder son siège pour raison médicale quatre ans plus tard.
Il entra dans l'Académie royale espagnole le 8 janvier 1874.

### Vie littéraire
Sa première œuvre fut une pièce de théâtre, Amor y orgullo, dont la première eut lieu à Tolède en 1849.
Il écrivit principalement des drames historiques, comme dans El haz de lela (1872), où il met en scène Felipe II et le prince Don Carlos en se limitant à la réalité historique et en évitant la légende noire ; l'œuvre est cependant reconnue par sa valeur poétique plutôt que théâtrale.
Il écrivit également Deudas de la honra (« les dettes de l'honneur », 1863), Quien debe paga (« Qui doit paye », 1867), Justicia providencial (« Justice providentielle », 1872), principalement.

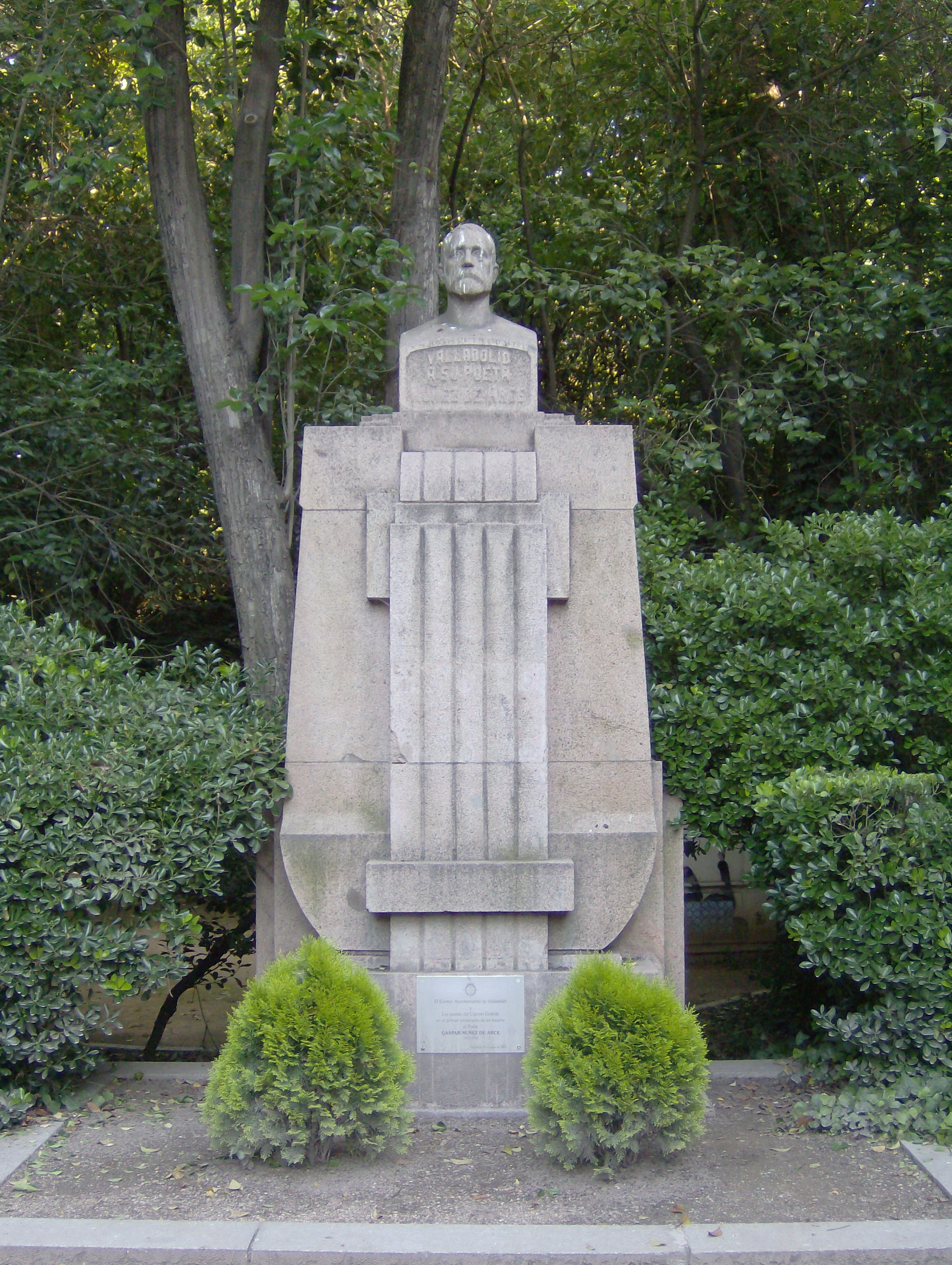
Buste de Gaspar Núñez de Arce dans le Parque del Campo Grande de Valladolid.

Son œuvre poétique fut cependant plus importante et reconnue que son œuvre théâtrale.
Il publia en 1875 Gritos del combate (« Cris du combat »), qui inclut ses plus célèbres pièces : « A Darwin », « A Voltaire », « La duda », « Tristeza » y « El miserere » ; ainsi que Raimundo Lulio, écrit en tercet.
En 1870 il publia La última lamentación de Lord Byron (le dernier regret de Lord Byron), La selva oscura (la forêt sombre), inspirée de Dante Alighieri, et El vértigo (le vertige), 
La visión de fray Martín (« la vision de frère Martin », 1880), La pesca (« la pêche », 1884), où il déclara être un grand amant et observateur de la nature, Maruja (1886), d'inspiration sentimentale, sont trois recueils importants.
Luzbel et Hernán el lobo restèrent inachevés.
Ses écrits théoriques, en particulier Discurso sobre la poesía (discours sur la poésie), lu le 3 décembre 1887 à l'Athénée de Madrid et reproduit plus tard lors de la deuxième édition de Gritos del combate, font de lui un poète conscient de la mission de l'écrivain dans la société comme poète civique, et de grande instruction, aussi bien en poésie classique espagnole comme étrangère, particulièrement anglo-saxonne. Il définit la poésie comme « Art maître par excellence, étant donné qu'il contient en son sein tous les autres ; dispose, pour arriver à ses fins, de moyens exceptionnels : elle sculpte avec le mot comme la sculpture dans la pierre ; elle donne vie à ses conceptions avec la couleur, comme la peinture ; elle se sert du rythme, comme la musique ».
Son œuvre est ample et diversifiée : elle peut aller des épigrammes de Humoradas aux poèmes courageusement pacifistes, en passant par ceux où il exprime sa crise de foi religieuse ou ceux où il exprime son profond pessimisme quant à l'avenir du monde. Sa poésie se caractérise par la prédominance du sentimental sur le rationnel, des sensations sur les concepts.
Il fut président de l'Asociación de Escritores y Artistas Españoles (es) de 1882 à 1903.

## Œuvre

### Théâtre
- El haz de leña (1872)
- Deudas de la honra (1863)
- Quien debe paga (1867)
- Justicia providencial (1872)

### Roman
- Recuerdos de la campaña de África (1860)

### Poésie narrative
- Raimundo Lulio (1875)
- La selva oscura (1879)
- La última lamentación de Lord Byron (1879)
- Un idilio (1879)
- El vértigo (1879)
- La visión de fray Martín (1880)
- La pesca (1884)
- Maruja (1886)

### Poésie lyrique
- Gritos de combate (1875)
- Versos perdidos
- Poemas cortos